# 호르텐

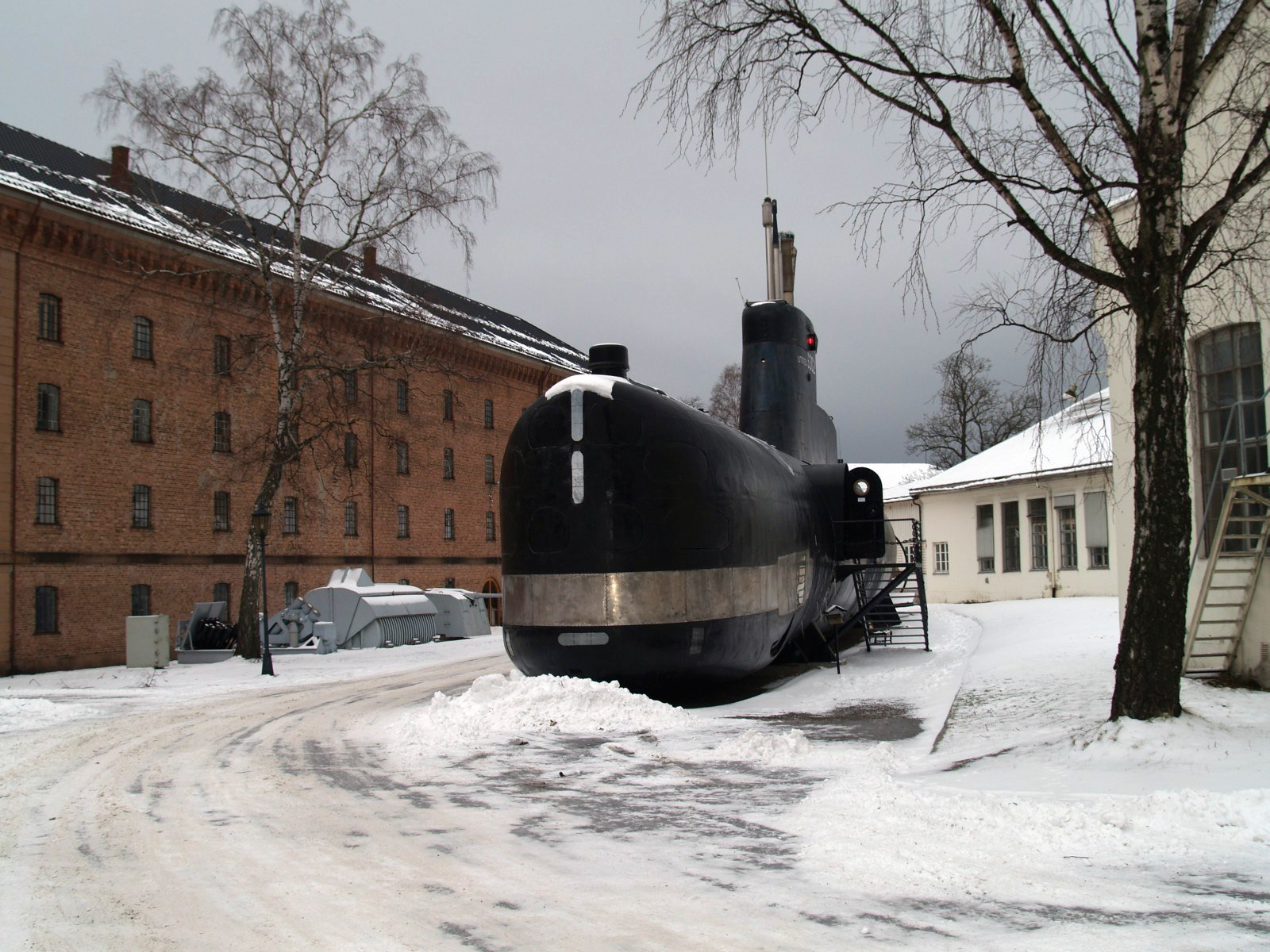
노르웨이 해군 박물관 앞에 전시된 군함 모형

베스트폴 주에 표시된 호르텐의 위치

호르텐(노르웨이어: Horten)은 노르웨이 베스트폴주에 있는 도시로, 면적은 121km2, 인구는 43,648명(2011년 기준), 인구 밀도는 338.8명/km2이다.